# Incontri ufficiali della nazionale maschile di calcio di Andorra
Questa è la cronologia completa delle partite ufficiali della Nazionale di calcio di Andorra dal 1996 a oggi.

| Cronologia completa delle presenze e delle reti in nazionale ― Andorra | Cronologia completa delle presenze e delle reti in nazionale ― Andorra | Cronologia completa delle presenze e delle reti in nazionale ― Andorra | Cronologia completa delle presenze e delle reti in nazionale ― Andorra | Cronologia completa delle presenze e delle reti in nazionale ― Andorra | Cronologia completa delle presenze e delle reti in nazionale ― Andorra | Cronologia completa delle presenze e delle reti in nazionale ― Andorra | Cronologia completa delle presenze e delle reti in nazionale ― Andorra |
| Data                                                                   | Città                                                                  | In casa                                                                | Risultato                                                              | Ospiti                                                                 | Competizione                                                           | Reti                                                                   | Note                                                                   |
| ---------------------------------------------------------------------- | ---------------------------------------------------------------------- | ---------------------------------------------------------------------- | ---------------------------------------------------------------------- | ---------------------------------------------------------------------- | ---------------------------------------------------------------------- | ---------------------------------------------------------------------- | ---------------------------------------------------------------------- |
| 13-11-1996                                                             | Andorra La Vella                                                       | Andorra                                                                | 1 – 6                                                                  | Estonia                                                                | Amichevole                                                             | Agusti Pol                                                             | All:I. Codina                                                          |
| 22-6-1997                                                              | Kuressaare                                                             | Estonia                                                                | 4 – 1                                                                  | Andorra                                                                | Amichevole                                                             | Ildefonso Lima                                                         | All:M. Miluir                                                          |
| 25-6-1997                                                              | Riga                                                                   | Lettonia                                                               | 4 – 1                                                                  | Andorra                                                                | Amichevole                                                             | Ildefonso Lima                                                         | All:M. Miluir                                                          |
| 3-6-1998                                                               | Saint-Ouen                                                             | Andorra                                                                | 0 – 3                                                                  | Brasile                                                                | Amichevole                                                             | -                                                                      | All:M. Miluir                                                          |
| 22-6-1998                                                              | Kuressaare                                                             | Estonia                                                                | 2 – 1                                                                  | Andorra                                                                | Amichevole                                                             | Jesús Julián Lucendo                                                   | All:M. Miluir                                                          |
| 24-6-1998                                                              | Viljandi                                                               | Andorra                                                                | 0 – 0                                                                  | Azerbaigian                                                            | Amichevole                                                             | -                                                                      | All:M. Miluir                                                          |
| 26-6-1998                                                              | Pärnu                                                                  | Lettonia                                                               | 2 – 0                                                                  | Andorra                                                                | Amichevole                                                             | -                                                                      | All:M. Miluir                                                          |
| 29-6-1998                                                              | Karksi-Nuia                                                            | Lituania                                                               | 4 – 0                                                                  | Andorra                                                                | Amichevole                                                             | -                                                                      | All:M. Miluir                                                          |
| 5-9-1998                                                               | Erevan                                                                 | Armenia                                                                | 3 – 1                                                                  | Andorra                                                                | Qual. Euro 2000                                                        | Jesús Julián Lucendo                                                   | All:M. Miluir                                                          |
| 10-10-1998                                                             | Andorra La Vella                                                       | Andorra                                                                | 0 – 2                                                                  | Ucraina                                                                | Qual. Euro 2000                                                        | -                                                                      | All:M. Miluir                                                          |
| 14-10-1998                                                             | Parigi                                                                 | Francia                                                                | 2 – 0                                                                  | Andorra                                                                | Qual. Euro 2000                                                        | -                                                                      | All:M. Miluir                                                          |
| 3-2-1999                                                               | San Fernando                                                           | Andorra                                                                | 0 – 0                                                                  | Fær Øer                                                                | Amichevole                                                             | -                                                                      | All:M. Miluir                                                          |
| 27-3-1999                                                              | Andorra La Vella                                                       | Andorra                                                                | 0 – 2                                                                  | Islanda                                                                | Qual. Euro 2000                                                        | -                                                                      | All:M. Miluir                                                          |
| 31-3-1999                                                              | Mosca                                                                  | Russia                                                                 | 6 – 1                                                                  | Andorra                                                                | Qual. Euro 2000                                                        | Juli Sánchez                                                           | All:M. Miluir                                                          |
| 5-6-1999                                                               | Kiev                                                                   | Ucraina                                                                | 4 – 0                                                                  | Andorra                                                                | Qual. Euro 2000                                                        | -                                                                      | All:D. Rodrigo                                                         |
| 9-6-1999                                                               | Barcellona                                                             | Andorra                                                                | 0 – 1                                                                  | Francia                                                                | Qual. Euro 2000                                                        | -                                                                      | All:D. Rodrigo                                                         |
| 18-8-1999                                                              | Lisbona                                                                | Portogallo                                                             | 4 – 0                                                                  | Andorra                                                                | Amichevole                                                             | -                                                                      | All:D. Rodrigo                                                         |
| 4-9-1999                                                               | Reykjavík                                                              | Islanda                                                                | 3 – 0                                                                  | Andorra                                                                | Qual. Euro 2000                                                        | -                                                                      | All:D. Rodrigo                                                         |
| 8-9-1999                                                               | Andorra La Vella                                                       | Andorra                                                                | 1 – 2                                                                  | Russia                                                                 | Qual. Euro 2000                                                        | Justo Ruiz                                                             | All:D. Rodrigo                                                         |
| 9-10-1999                                                              | Andorra La Vella                                                       | Andorra                                                                | 0 – 3                                                                  | Armenia                                                                | Qual. Euro 2000                                                        | -                                                                      | All:D. Rodrigo                                                         |
| 6-2-2000                                                               | Attard                                                                 | Andorra                                                                | 0 – 3                                                                  | Albania                                                                | Amichevole                                                             | -                                                                      | All:D. Rodrigo                                                         |
| 8-2-2000                                                               | Attard                                                                 | Malta                                                                  | 1 – 1                                                                  | Andorra                                                                | Amichevole                                                             | Óscar Sonejee                                                          | All:D. Rodrigo                                                         |
| 10-2-2000                                                              | Attard                                                                 | Andorra                                                                | 0 – 3                                                                  | Azerbaigian                                                            | Amichevole                                                             | -                                                                      | All:D. Rodrigo                                                         |
| 10-2-2000                                                              | Andorra La Vella                                                       | Andorra                                                                | 2 – 0                                                                  | Bielorussia                                                            | Amichevole                                                             | Jesús Julián Lucendo Juli Sánchez                                      | All:D. Rodrigo                                                         |
| 16-8-2000                                                              | Tallinn                                                                | Estonia                                                                | 1 – 0                                                                  | Andorra                                                                | Qual. Mondiali 2002                                                    | -                                                                      | All:D. Rodrigo                                                         |
| 2-9-2000                                                               | Andorra La Vella                                                       | Andorra                                                                | 2 – 3                                                                  | Cipro                                                                  | Qual. Mondiali 2002                                                    | Emiliano González Ildefonso Lima                                       | All:D. Rodrigo                                                         |
| 7-10-2000                                                              | Andorra La Vella                                                       | Andorra                                                                | 1 – 2                                                                  | Estonia                                                                | Qual. Mondiali 2002                                                    | Justo Ruiz                                                             | All:D. Rodrigo                                                         |
| 15-11-2000                                                             | Limassol                                                               | Cipro                                                                  | 5 – 0                                                                  | Andorra                                                                | Qual. Mondiali 2002                                                    | -                                                                      | All:D. Rodrigo                                                         |
| 28-2-2001                                                              | Funchal                                                                | Portogallo                                                             | 3 – 0                                                                  | Andorra                                                                | Qual. Mondiali 2002                                                    | -                                                                      | All:D. Rodrigo                                                         |
| 24-3-2001                                                              | Barcellona                                                             | Andorra                                                                | 0 – 5                                                                  | Paesi Bassi                                                            | Qual. Mondiali 2002                                                    | -                                                                      | All:D. Rodrigo                                                         |
| 25-4-2001                                                              | Dublino                                                                | Irlanda                                                                | 3 – 1                                                                  | Andorra                                                                | Amichevole                                                             | Ildefonso Lima                                                         | All:D. Rodrigo                                                         |
| 1-9-2001                                                               | Lleida                                                                 | Andorra                                                                | 1 – 7                                                                  | Portogallo                                                             | Qual. Mondiali 2002                                                    | Roberto Jonás                                                          | All:D. Rodrigo                                                         |
| 6-10-2001                                                              | Arnhem                                                                 | Paesi Bassi                                                            | 4 – 0                                                                  | Andorra                                                                | Qual. Mondiali 2002                                                    | -                                                                      | All:D. Rodrigo                                                         |
| 27-3-2002                                                              | Attard                                                                 | Malta                                                                  | 1 – 1                                                                  | Andorra                                                                | Amichevole                                                             | Ildefonso Lima                                                         | All:D. Rodrigo                                                         |
| 17-4-2002                                                              | Andorra La Vella                                                       | Andorra                                                                | 2 – 0                                                                  | Albania                                                                | Amichevole                                                             | Emiliano González Manolo Jiménez                                       | All:D. Rodrigo                                                         |
| 7-6-2002                                                               | Andorra La Vella                                                       | Andorra                                                                | 0 – 2                                                                  | Armenia                                                                | Amichevole                                                             | -                                                                      | All:D. Rodrigo                                                         |
| 21-8-2002                                                              | Reykjavík                                                              | Islanda                                                                | 3 – 0                                                                  | Andorra                                                                | Amichevole                                                             | -                                                                      | All:D. Rodrigo                                                         |
| 12-10-2002                                                             | Andorra La Vella                                                       | Andorra                                                                | 0 – 1                                                                  | Belgio                                                                 | Amichevole                                                             | -                                                                      | All:D. Rodrigo                                                         |
| 16-10-2002                                                             | Sofia                                                                  | Bulgaria                                                               | 2 – 1                                                                  | Andorra                                                                | Qual. Euro 2004                                                        | Antoni Lima Solá                                                       | All:D. Rodrigo                                                         |
| 2-4-2003                                                               | Varaždin                                                               | Croazia                                                                | 2 – 0                                                                  | Andorra                                                                | Qual. Euro 2004                                                        | -                                                                      | All:D. Rodrigo                                                         |
| 30-4-2003                                                              | Andorra La Vella                                                       | Andorra                                                                | 0 – 2                                                                  | Estonia                                                                | Qual. Euro 2004                                                        | -                                                                      | All:D. Rodrigo                                                         |
| 7-6-2003                                                               | Tallinn                                                                | Estonia                                                                | 2 – 0                                                                  | Andorra                                                                | Qual. Euro 2004                                                        | -                                                                      | All:D. Rodrigo                                                         |
| 11-6-2003                                                              | Gand                                                                   | Belgio                                                                 | 3 – 0                                                                  | Andorra                                                                | Qual. Euro 2004                                                        | -                                                                      | All:D. Rodrigo                                                         |
| 13-6-2003                                                              | Andorra La Vella                                                       | Andorra                                                                | 0 – 2                                                                  | Gabon                                                                  | Amichevole                                                             | -                                                                      | All:D. Rodrigo                                                         |
| 6-9-2003                                                               | Andorra La Vella                                                       | Andorra                                                                | 0 – 3                                                                  | Croazia                                                                | Qual. Euro 2004                                                        | -                                                                      | All:D. Rodrigo                                                         |
| 10-9-2003                                                              | Andorra La Vella                                                       | Andorra                                                                | 0 – 3                                                                  | Bulgaria                                                               | Qual. Euro 2004                                                        | -                                                                      | All:D. Rodrigo                                                         |
| 14-4-2004                                                              | Andorra La Vella                                                       | Andorra                                                                | 0 – 0                                                                  | Cina                                                                   | Amichevole                                                             | -                                                                      | All:D. Rodrigo                                                         |
| 28-5-2004                                                              | Montpellier                                                            | Francia                                                                | 4 – 0                                                                  | Andorra                                                                | Amichevole                                                             | -                                                                      | All:D. Rodrigo                                                         |
| 5-6-2004                                                               | Getafe                                                                 | Spagna                                                                 | 4 – 0                                                                  | Andorra                                                                | Amichevole                                                             | -                                                                      | All:D. Rodrigo                                                         |
| 4-9-2004                                                               | Tampere                                                                | Finlandia                                                              | 3 – 0                                                                  | Andorra                                                                | Qual. Mondiali 2006                                                    | -                                                                      | All:D. Rodrigo                                                         |
| 8-9-2004                                                               | Andorra La Vella                                                       | Andorra                                                                | 1 – 5                                                                  | Romania                                                                | Qual. Mondiali 2006                                                    | Marc Pujol                                                             | All:D. Rodrigo                                                         |
| 13-10-2004                                                             | Andorra La Vella                                                       | Andorra                                                                | 1 – 0                                                                  | Macedonia del Nord                                                     | Qual. Mondiali 2006                                                    | Marc Bernaus                                                           | All:D. Rodrigo                                                         |
| 17-11-2004                                                             | Andorra La Vella                                                       | Andorra                                                                | 0 – 3                                                                  | Paesi Bassi                                                            | Qual. Mondiali 2006                                                    | -                                                                      | All:D. Rodrigo                                                         |
| 9-2-2005                                                               | Skopje                                                                 | Macedonia del Nord                                                     | 0 – 0                                                                  | Andorra                                                                | Qual. Mondiali 2006                                                    | -                                                                      | All:D. Rodrigo                                                         |
| 26-3-2005                                                              | Erevan                                                                 | Armenia                                                                | 2 – 1                                                                  | Andorra                                                                | Qual. Mondiali 2006                                                    | Fernando Silva                                                         | All:D. Rodrigo                                                         |
| 30-3-2004                                                              | Andorra La Vella                                                       | Andorra                                                                | 0 – 4                                                                  | Rep. Ceca                                                              | Qual. Mondiali 2006                                                    | -                                                                      | All:D. Rodrigo                                                         |
| 4-6-2005                                                               | Liberec                                                                | Rep. Ceca                                                              | 8 – 1                                                                  | Andorra                                                                | Qual. Mondiali 2006                                                    | Gabi Riera                                                             | All:D. Rodrigo                                                         |
| 17-8-2005                                                              | Costanza                                                               | Romania                                                                | 2 – 0                                                                  | Andorra                                                                | Qual. Mondiali 2006                                                    | -                                                                      | All:D. Rodrigo                                                         |
| 3-9-2005                                                               | Andorra La Vella                                                       | Andorra                                                                | 0 – 0                                                                  | Finlandia                                                              | Qual. Mondiali 2006                                                    | -                                                                      | All:D. Rodrigo                                                         |
| 8-9-2005                                                               | Eindhoven                                                              | Paesi Bassi                                                            | 4 – 0                                                                  | Andorra                                                                | Qual. Mondiali 2006                                                    | -                                                                      | All:D. Rodrigo                                                         |
| 12-10-2005                                                             | Andorra La Vella                                                       | Andorra                                                                | 0 – 3                                                                  | Armenia                                                                | Qual. Mondiali 2006                                                    | -                                                                      | All:D. Rodrigo                                                         |
| 16-8-2006                                                              | Minsk                                                                  | Bielorussia                                                            | 3 – 0                                                                  | Andorra                                                                | Amichevole                                                             | -                                                                      | All:D. Rodrigo                                                         |
| 2-9-2006                                                               | Manchester                                                             | Inghilterra                                                            | 5 – 0                                                                  | Andorra                                                                | Qual. Euro 2008                                                        | -                                                                      | All:D. Rodrigo                                                         |
| 6-9-2006                                                               | Nimega                                                                 | Israele                                                                | 4 – 1                                                                  | Andorra                                                                | Qual. Euro 2008                                                        | Juli Fernández                                                         | All:D. Rodrigo                                                         |
| 7-10-2006                                                              | Zagabria                                                               | Croazia                                                                | 7 – 0                                                                  | Andorra                                                                | Qual. Euro 2008                                                        | -                                                                      | All:D. Rodrigo                                                         |
| 11-10-2006                                                             | Andorra La Vella                                                       | Andorra                                                                | 0 – 3                                                                  | Macedonia del Nord                                                     | Qual. Euro 2008                                                        | -                                                                      | All:D. Rodrigo                                                         |
| 7-2-2007                                                               | Andorra La Vella                                                       | Andorra                                                                | 0 – 0                                                                  | Armenia                                                                | Qual. Euro 2008                                                        | -                                                                      | All:D. Rodrigo                                                         |
| 28-3-2007                                                              | Barcellona                                                             | Andorra                                                                | 0 – 3                                                                  | Inghilterra                                                            | Qual. Euro 2008                                                        | -                                                                      | All:D. Rodrigo                                                         |
| 2-6-2007                                                               | San Pietroburgo                                                        | Russia                                                                 | 4 – 0                                                                  | Andorra                                                                | Qual. Euro 2008                                                        | -                                                                      | All:D. Rodrigo                                                         |
| 6-6-2007                                                               | Andorra La Vella                                                       | Andorra                                                                | 0 – 2                                                                  | Israele                                                                | Qual. Euro 2008                                                        | -                                                                      | All:D. Rodrigo                                                         |
| 22-8-2007                                                              | Tallinn                                                                | Estonia                                                                | 2 – 1                                                                  | Andorra                                                                | Qual. Euro 2008                                                        | Fernando Silva                                                         | All:D. Rodrigo                                                         |
| 17-10-2007                                                             | Skopje                                                                 | Macedonia del Nord                                                     | 3 – 0                                                                  | Andorra                                                                | Qual. Euro 2008                                                        | -                                                                      | All:D. Rodrigo                                                         |
| 17-11-2007                                                             | Andorra La Vella                                                       | Andorra                                                                | 0 – 2                                                                  | Estonia                                                                | Qual. Euro 2008                                                        | -                                                                      | All:D. Rodrigo                                                         |
| 21-11-2007                                                             | Andorra La Vella                                                       | Andorra                                                                | 0 – 1                                                                  | Russia                                                                 | Qual. Euro 2008                                                        | -                                                                      | All:D. Rodrigo                                                         |
| 26-3-2008                                                              | Andorra La Vella                                                       | Andorra                                                                | 0 – 3                                                                  | Lettonia                                                               | Amichevole                                                             | -                                                                      | All:D. Rodrigo                                                         |
| 4-6-2008                                                               | Andorra La Vella                                                       | Andorra                                                                | 1 – 2                                                                  | Azerbaigian                                                            | Amichevole                                                             | Antoni Lima Solá                                                       | All:D. Rodrigo                                                         |
| 20-8-2008                                                              | Almaty                                                                 | Kazakistan                                                             | 3 – 0                                                                  | Andorra                                                                | Qual. Mondiali 2010                                                    | -                                                                      | All:D. Rodrigo                                                         |
| 6-9-2008                                                               | Barcellona                                                             | Andorra                                                                | 0 – 2                                                                  | Inghilterra                                                            | Qual. Mondiali 2010                                                    | -                                                                      | All:D. Rodrigo                                                         |
| 10-9-2009                                                              | Andorra La Vella                                                       | Andorra                                                                | 1 – 3                                                                  | Bielorussia                                                            | Qual. Mondiali 2010                                                    | Marc Pujol                                                             | All:D. Rodrigo                                                         |
| 15-10-2008                                                             | Zagabria                                                               | Croazia                                                                | 4 – 0                                                                  | Andorra                                                                | Qual. Mondiali 2010                                                    | -                                                                      | All:D. Rodrigo                                                         |
| 11-2-2009                                                              | Albufeira                                                              | Lituania                                                               | 3 – 1                                                                  | Andorra                                                                | Amichevole                                                             | Ildefonso Lima                                                         | All:D. Rodrigo                                                         |
| 1-4-2009                                                               | Andorra La Vella                                                       | Andorra                                                                | 0 – 2                                                                  | Croazia                                                                | Qual. Mondiali 2010                                                    | -                                                                      | All:D. Rodrigo                                                         |
| 6-6-2009                                                               | Hrodna                                                                 | Bielorussia                                                            | 5 – 1                                                                  | Andorra                                                                | Qual. Mondiali 2010                                                    | Ildefonso Lima                                                         | All:D. Rodrigo                                                         |
| 5-9-2009                                                               | Kiev                                                                   | Ucraina                                                                | 5 – 0                                                                  | Andorra                                                                | Qual. Mondiali 2010                                                    | -                                                                      | All:D. Rodrigo                                                         |
| 9-9-2009                                                               | Andorra La Vella                                                       | Andorra                                                                | 1 – 3                                                                  | Kazakistan                                                             | Qual. Mondiali 2010                                                    | Óscar Sonejee                                                          | All:D. Rodrigo                                                         |
| 14-10-2009                                                             | Andorra La Vella                                                       | Andorra                                                                | 0 – 6                                                                  | Ucraina                                                                | Qual. Mondiali 2010                                                    | -                                                                      | All:D. Rodrigo                                                         |
| 29-5-2010                                                              | Reykjavík                                                              | Islanda                                                                | 4 – 0                                                                  | Andorra                                                                | Amichevole                                                             | -                                                                      | All:Koldo                                                              |
| 2-6-2010                                                               | Tirana                                                                 | Albania                                                                | 1 – 0                                                                  | Andorra                                                                | Amichevole                                                             | -                                                                      | All:Koldo                                                              |
| 3-9-2010                                                               | Andorra La Vella                                                       | Andorra                                                                | 0 – 2                                                                  | Russia                                                                 | Qual. Euro 2012                                                        | -                                                                      | All:Koldo                                                              |
| 7-9-2010                                                               | Dublino                                                                | Irlanda                                                                | 3 – 1                                                                  | Andorra                                                                | Qual. Euro 2012                                                        | Cristian Martínez                                                      | All:Koldo                                                              |
| 12-10-2010                                                             | Erevan                                                                 | Armenia                                                                | 4 – 0                                                                  | Andorra                                                                | Qual. Euro 2012                                                        | -                                                                      | All:Koldo                                                              |
| 26-3-2011                                                              | Andorra La Vella                                                       | Andorra                                                                | 0 – 1                                                                  | Slovacchia                                                             | Qual. Euro 2012                                                        | -                                                                      | All:Koldo                                                              |
| 4-6-2011                                                               | Bratislava                                                             | Slovacchia                                                             | 1 – 0                                                                  | Andorra                                                                | Qual. Euro 2012                                                        | -                                                                      | All:Koldo                                                              |
| 2-9-2011                                                               | Andorra La Vella                                                       | Andorra                                                                | 0 – 3                                                                  | Armenia                                                                | Qual. Euro 2012                                                        | -                                                                      | All:Koldo                                                              |
| 6-9-2011                                                               | Skopje                                                                 | Macedonia del Nord                                                     | 1 – 0                                                                  | Andorra                                                                | Qual. Euro 2012                                                        | -                                                                      | All:Koldo                                                              |
| 7-10-2011                                                              | Andorra La Vella                                                       | Andorra                                                                | 0 – 1                                                                  | Irlanda                                                                | Qual. Euro 2012                                                        | -                                                                      | All:Koldo                                                              |
| 11-10-2011                                                             | Mosca                                                                  | Russia                                                                 | 6 – 0                                                                  | Andorra                                                                | Qual. Euro 2012                                                        | -                                                                      | All:Koldo                                                              |
| 30-5-2012                                                              | Kelsterbach                                                            | Andorra                                                                | 0 – 0                                                                  | Azerbaigian                                                            | Amichevole                                                             | -                                                                      | All:Koldo Cap:Ó.Sonejee                                                |
| 2-6-2012                                                               | Varsavia                                                               | Polonia                                                                | 4 – 0                                                                  | Andorra                                                                | Amichevole                                                             | -                                                                      | All:Koldo Cap:I.Lima                                                   |
| 14-8-2012                                                              | Vaduz                                                                  | Liechtenstein                                                          | 1 – 0                                                                  | Andorra                                                                | Amichevole                                                             | -                                                                      | All:Koldo Cap:I.Lima                                                   |
| 7-9-2012                                                               | Andorra La Vella                                                       | Andorra                                                                | 0 – 5                                                                  | Ungheria                                                               | Qual. Mondiali 2014                                                    | -                                                                      | All:Koldo Cap:I.Lima                                                   |
| 11-9-2012                                                              | Bucarest                                                               | Romania                                                                | 4 – 0                                                                  | Andorra                                                                | Qual. Mondiali 2014                                                    | -                                                                      | All:Koldo Cap:I.Lima                                                   |
| 12-10-2012                                                             | Rotterdam                                                              | Paesi Bassi                                                            | 3 – 0                                                                  | Andorra                                                                | Qual. Mondiali 2014                                                    | -                                                                      | All:Koldo Cap:I.Lima                                                   |
| 16-10-2012                                                             | Andorra La Vella                                                       | Andorra                                                                | 0 – 1                                                                  | Estonia                                                                | Qual. Mondiali 2014                                                    | -                                                                      | All:Koldo Cap:I.Lima                                                   |
| 14-11-2012                                                             | Andorra La Vella                                                       | Andorra                                                                | 0 – 2                                                                  | Islanda                                                                | Amichevole                                                             | -                                                                      | All:Koldo Cap:Ó.Sonejee                                                |
| 22-3-2013                                                              | Andorra La Vella                                                       | Andorra                                                                | 0 – 2                                                                  | Turchia                                                                | Qual. Mondiali 2014                                                    | -                                                                      | All:Koldo Cap:I.Lima                                                   |
| 26-3-2013                                                              | Tallinn                                                                | Estonia                                                                | 2 – 0                                                                  | Andorra                                                                | Qual. Mondiali 2014                                                    | -                                                                      | All:Koldo Cap:I.Lima                                                   |
| 14-8-2013                                                              | Chișinău                                                               | Moldavia                                                               | 1 – 1                                                                  | Andorra                                                                | Amichevole                                                             | Óscar Sonejee                                                          | All:Koldo Cap:Ó.Sonejee                                                |
| 6-9-2013                                                               | Kayseri                                                                | Turchia                                                                | 5 – 0                                                                  | Andorra                                                                | Qual. Mondiali 2014                                                    | -                                                                      | All:Koldo Cap:I.Lima                                                   |
| 10-9-2013                                                              | Andorra La Vella                                                       | Andorra                                                                | 0 – 2                                                                  | Paesi Bassi                                                            | Qual. Mondiali 2014                                                    | -                                                                      | All:Koldo Cap:I.Lima                                                   |
| 11-10-2013                                                             | Andorra La Vella                                                       | Andorra                                                                | 0 – 2                                                                  | Romania                                                                | Qual. Mondiali 2014                                                    | -                                                                      | All:Koldo Cap:J.Ayala                                                  |
| 15-10-2013                                                             | Budapest                                                               | Ungheria                                                               | 2 – 0                                                                  | Andorra                                                                | Qual. Mondiali 2014                                                    | -                                                                      | All:Koldo Cap:Ó.Sonejee                                                |
| 5-3-2014                                                               | Andorra La Vella                                                       | Andorra                                                                | 0 – 3                                                                  | Moldavia                                                               | Amichevole                                                             | -                                                                      | All:Koldo Cap:Ó.Sonejee                                                |
| 26-3-2014                                                              | Alzira                                                                 | Indonesia                                                              | 1 – 0                                                                  | Andorra                                                                | Amichevole                                                             | -                                                                      | All:Koldo Cap:Ó.Sonejee                                                |
| 9-9-2014                                                               | Andorra La Vella                                                       | Andorra                                                                | 1 – 2                                                                  | Galles                                                                 | Qual. Euro 2016                                                        | Ildefons Lima (rig.)                                                   | All:Koldo Cap:I.Lima                                                   |
| 10-10-2014                                                             | Bruxelles                                                              | Belgio                                                                 | 6 – 0                                                                  | Andorra                                                                | Qual. Euro 2016                                                        | -                                                                      | All:Koldo Cap:I.Lima                                                   |
| 13-10-2014                                                             | Andorra La Vella                                                       | Andorra                                                                | 1 – 4                                                                  | Israele                                                                | Qual. Euro 2016                                                        | Ildefons Lima (rig.)                                                   | All:Koldo Cap:I.Lima                                                   |
| 16-11-2014                                                             | Strovolos                                                              | Cipro                                                                  | 5 – 0                                                                  | Andorra                                                                | Qual. Euro 2016                                                        | -                                                                      | All:Koldo Cap:I.Lima                                                   |
| 28-3-2015                                                              | Andorra La Vella                                                       | Andorra                                                                | 0 – 3                                                                  | Bosnia ed Erzegovina                                                   | Qual. Euro 2016                                                        | -                                                                      | All:Koldo Cap:Ó.Sonejee                                                |
| 6-6-2015                                                               | Andorra La Vella                                                       | Andorra                                                                | 0 – 1                                                                  | Guinea Equatoriale                                                     | Amichevole                                                             | -                                                                      | All:Koldo Cap:Ó.Sonejee                                                |
| 12-6-2015                                                              | Andorra La Vella                                                       | Andorra                                                                | 1 – 3                                                                  | Cipro                                                                  | Qual. Euro 2016                                                        | autorete                                                               | All:Koldo Cap:J.Ayala                                                  |
| 3-9-2015                                                               | Haifa                                                                  | Israele                                                                | 4 – 0                                                                  | Andorra                                                                | Qual. Euro 2016                                                        | -                                                                      | All:Koldo Cap:I.Lima                                                   |
| 6-9-2015                                                               | Zenica                                                                 | Bosnia ed Erzegovina                                                   | 3 – 0                                                                  | Andorra                                                                | Qual. Euro 2016                                                        | -                                                                      | All:Koldo Cap:Ó.Sonejee                                                |
| 10-10-2015                                                             | Andorra La Vella                                                       | Andorra                                                                | 1 – 4                                                                  | Belgio                                                                 | Qual. Euro 2016                                                        | Ildefons Lima (rig.)                                                   | All:Koldo Cap:Ó.Sonejee                                                |
| 13-10-2015                                                             | Cardiff                                                                | Galles                                                                 | 2 – 0                                                                  | Andorra                                                                | Qual. Euro 2016                                                        | -                                                                      | All:Koldo Cap:Ó.Sonejee                                                |
| 12-11-2015                                                             | Andorra La Vella                                                       | Andorra                                                                | 0 – 1                                                                  | Saint Kitts e Nevis                                                    | Amichevole                                                             | -                                                                      | All:Koldo Cap:Ó.Sonejee                                                |
| 28-3-2016                                                              | Paola                                                                  | Andorra                                                                | 0 – 1                                                                  | Moldavia                                                               | Amichevole                                                             | -                                                                      | All:Koldo Cap:I.Lima                                                   |
| 26-5-2016                                                              | Bad Erlach                                                             | Azerbaigian                                                            | 0 – 0                                                                  | Andorra                                                                | Amichevole                                                             | -                                                                      | All:Koldo Cap:M.Vieira                                                 |
| 1-6-2016                                                               | Tallinn                                                                | Estonia                                                                | 2 – 0                                                                  | Andorra                                                                | Amichevole                                                             | -                                                                      | All:Koldo Cap:I.Lima                                                   |
| 6-9-2016                                                               | Andorra La Vella                                                       | Andorra                                                                | 0 – 1                                                                  | Lettonia                                                               | Qual. Mondiali 2018                                                    | -                                                                      | All:Koldo Cap:I.Lima                                                   |
| 7-10-2016                                                              | Aveiro                                                                 | Portogallo                                                             | 6 – 0                                                                  | Andorra                                                                | Qual. Mondiali 2018                                                    | -                                                                      | All:Koldo Cap:I.Lima                                                   |
| 10-10-2016                                                             | Andorra La Vella                                                       | Andorra                                                                | 1 – 2                                                                  | Svizzera                                                               | Qual. Mondiali 2018                                                    | Àlex Martínez                                                          | All:Koldo Cap:I.Lima                                                   |
| 13-11-2016                                                             | Budapest                                                               | Ungheria                                                               | 4 – 0                                                                  | Andorra                                                                | Qual. Mondiali 2018                                                    | -                                                                      | All:Koldo Cap:M.Pujol                                                  |
| 22-2-2017                                                              | Serravalle                                                             | San Marino                                                             | 0 – 2                                                                  | Andorra                                                                | Amichevole                                                             | Ildefons Lima Cristian Martínez                                        | All:Koldo Cap:I.Lima                                                   |
| 25-3-2017                                                              | Andorra La Vella                                                       | Andorra                                                                | 0 – 0                                                                  | Fær Øer                                                                | Qual. Mondiali 2018                                                    | -                                                                      | All:Koldo Cap:I.Lima                                                   |
| 9-6-2017                                                               | Andorra La Vella                                                       | Andorra                                                                | 1 – 0                                                                  | Ungheria                                                               | Qual. Mondiali 2018                                                    | Marc Rebés                                                             | All:Koldo Cap:I.Lima                                                   |
| 16-8-2017                                                              | Burton upon Trent                                                      | Qatar                                                                  | 1 – 0                                                                  | Andorra                                                                | Amichevole                                                             | -                                                                      | All:Koldo Cap:I.Lima                                                   |
| 31-8-2017                                                              | San Gallo                                                              | Svizzera                                                               | 3 – 0                                                                  | Andorra                                                                | Qual. Mondiali 2018                                                    | -                                                                      | All:Koldo Cap:I.Lima                                                   |
| 3-9-2017                                                               | Tórshavn                                                               | Fær Øer                                                                | 1 – 0                                                                  | Andorra                                                                | Qual. Mondiali 2018                                                    | -                                                                      | All:Koldo Cap:I.Lima                                                   |
| 7-10-2017                                                              | Andorra La Vella                                                       | Andorra                                                                | 0 – 2                                                                  | Portogallo                                                             | Qual. Mondiali 2018                                                    | -                                                                      | All:Koldo Cap:I.Lima                                                   |
| 10-10-2017                                                             | Riga                                                                   | Lettonia                                                               | 4 – 0                                                                  | Andorra                                                                | Qual. Mondiali 2018                                                    | -                                                                      | All:Koldo Cap:I.Lima                                                   |
| 21-3-2018                                                              | La Línea de la Concepción                                              | Liechtenstein                                                          | 0 – 1                                                                  | Andorra                                                                | Amichevole                                                             | Marc Rebés                                                             | All:Koldo Cap:M.Vieira                                                 |
| 3-6-2018                                                               | Almada                                                                 | Capo Verde                                                             | 0 – 0 (4-2 dtr)                                                        | Andorra                                                                | Taça d'Almada                                                          | -                                                                      | All:Koldo Cap:M.Vieira                                                 |
| 18-8-2018                                                              | Grödig                                                                 | Emirati Arabi Uniti                                                    | 0 – 0                                                                  | Andorra                                                                | Amichevole                                                             | -                                                                      | All:Koldo Cap:I.Lima                                                   |
| 6-9-2018                                                               | Riga                                                                   | Lettonia                                                               | 0 – 0                                                                  | Andorra                                                                | Nations League - 1º turno                                              | -                                                                      | All:Koldo Cap:I.Lima                                                   |
| 10-9-2018                                                              | Andorra La Vella                                                       | Andorra                                                                | 1 – 1                                                                  | Kazakistan                                                             | Nations League - 1º turno                                              | Jordi Aláez                                                            | All:Koldo Cap:I.Lima                                                   |
| 13-10-2018                                                             | Tbilisi                                                                | Georgia                                                                | 3 – 0                                                                  | Andorra                                                                | Nations League - 1º turno                                              | -                                                                      | All:Koldo Cap:I.Lima                                                   |
| 16-10-2018                                                             | Astana                                                                 | Kazakistan                                                             | 4 – 0                                                                  | Andorra                                                                | Nations League - 1º turno                                              | -                                                                      | All:Koldo Cap:I.Lima                                                   |
| 15-11-2018                                                             | Andorra La Vella                                                       | Andorra                                                                | 1 – 1                                                                  | Georgia                                                                | Nations League - 1º turno                                              | Cristian Martínez                                                      | All:Koldo Cap:I.Lima                                                   |
| 19-11-2018                                                             | Andorra La Vella                                                       | Andorra                                                                | 0 – 0                                                                  | Lettonia                                                               | Nations League - 1º turno                                              | -                                                                      | All:Koldo Cap:I.Lima                                                   |
| 22-3-2019                                                              | Andorra La Vella                                                       | Andorra                                                                | 0 – 2                                                                  | Islanda                                                                | Qual. Euro 2020                                                        | -                                                                      | All:Koldo Cap:I.Lima                                                   |
| 25-3-2019                                                              | Andorra La Vella                                                       | Andorra                                                                | 0 – 3                                                                  | Albania                                                                | Qual. Euro 2020                                                        | -                                                                      | All:Koldo Cap:I.Lima                                                   |
| 8-6-2019                                                               | Chișinău                                                               | Moldavia                                                               | 1 – 0                                                                  | Andorra                                                                | Qual. Euro 2020                                                        | -                                                                      | All:Koldo Cap:I.Lima                                                   |
| 11-6-2019                                                              | Andorra La Vella                                                       | Andorra                                                                | 0 – 4                                                                  | Francia                                                                | Qual. Euro 2020                                                        | -                                                                      | All:Koldo Cap:I.Lima                                                   |
| 7-9-2019                                                               | Istanbul                                                               | Turchia                                                                | 1 – 0                                                                  | Andorra                                                                | Qual. Euro 2020                                                        | -                                                                      | All:Koldo Cap:I.Lima                                                   |
| 10-9-2019                                                              | Saint-Denis                                                            | Francia                                                                | 3 – 0                                                                  | Andorra                                                                | Qual. Euro 2020                                                        | -                                                                      | All:Koldo Cap:I.Lima                                                   |
| 11-10-2019                                                             | Andorra La Vella                                                       | Andorra                                                                | 1 – 0                                                                  | Moldavia                                                               | Qual. Euro 2020                                                        | Marc Vales                                                             | All:Koldo Cap:I.Lima                                                   |
| 14-10-2019                                                             | Reykjavík                                                              | Islanda                                                                | 2 – 0                                                                  | Andorra                                                                | Qual. Euro 2020                                                        | -                                                                      | All:Koldo Cap:I.Lima                                                   |
| 14-11-2019                                                             | Elbasan                                                                | Albania                                                                | 2 – 2                                                                  | Andorra                                                                | Qual. Euro 2020                                                        | 2 Cristian Martínez                                                    | All:Koldo Cap:S.Moreno                                                 |
| 17-11-2019                                                             | Andorra La Vella                                                       | Andorra                                                                | 0 – 2                                                                  | Turchia                                                                | Qual. Euro 2020                                                        | -                                                                      | All:Koldo Cap:I.Lima                                                   |
| 3-9-2020                                                               | Riga                                                                   | Lettonia                                                               | 0 – 0                                                                  | Turchia                                                                | Nations League - 1º turno                                              | -                                                                      | All:Koldo Cap:M.Pujol                                                  |
| 6-9-2020                                                               | Andorra La Vella                                                       | Andorra                                                                | 0 – 1                                                                  | Fær Øer                                                                | Nations League - 1º turno                                              | -                                                                      | All:Koldo Cap:M.Pujol                                                  |
| 7-10-2020                                                              | Andorra La Vella                                                       | Andorra                                                                | 1 – 2                                                                  | Capo Verde                                                             | Amichevole                                                             | autorete                                                               | All:Koldo Cap:S.Moreno                                                 |
| 10-10-2020                                                             | Andorra La Vella                                                       | Andorra                                                                | 0 – 0                                                                  | Malta                                                                  | Nations League - 1º turno                                              | -                                                                      | All:Koldo Cap:M.Pujol                                                  |
| 13-10-2020                                                             | Tórshavn                                                               | Fær Øer                                                                | 2 – 0                                                                  | Andorra                                                                | Nations League - 1º turno                                              | -                                                                      | All:Koldo Cap:M.Pujol                                                  |
| 11-11-2020                                                             | Lisbona                                                                | Portogallo                                                             | 7 – 0                                                                  | Andorra                                                                | Amichevole                                                             | -                                                                      | All:Koldo Cap:M.Pujol                                                  |
| 14-11-2020                                                             | Attard                                                                 | Malta                                                                  | 3 – 1                                                                  | Andorra                                                                | Nations League - 1º turno                                              | Marc Rebés                                                             | All:Koldo Cap:M.Vieira                                                 |
| 17-11-2020                                                             | Andorra La Vella                                                       | Andorra                                                                | 0 – 5                                                                  | Lettonia                                                               | Nations League - 1º turno                                              | -                                                                      | All:Koldo Cap:M.Vieira                                                 |
| 25-3-2021                                                              | Andorra La Vella                                                       | Andorra                                                                | 0 – 1                                                                  | Albania                                                                | Qual. Mondiali 2022                                                    | -                                                                      | All:Koldo Cap:M.Vieira                                                 |
| 28-3-2021                                                              | Varsavia                                                               | Polonia                                                                | 3 – 0                                                                  | Andorra                                                                | Qual. Mondiali 2022                                                    | -                                                                      | All:Koldo Cap:M.Pujol                                                  |
| 31-3-2021                                                              | Andorra La Vella                                                       | Andorra                                                                | 1 – 4                                                                  | Ungheria                                                               | Qual. Mondiali 2022                                                    | Marc Pujol (rig.)                                                      | All:Koldo Cap:M.Vieira                                                 |
| 3-6-2021                                                               | Andorra La Vella                                                       | Andorra                                                                | 1 – 4                                                                  | Irlanda                                                                | Amichevole                                                             | Marc Vales                                                             | All:Koldo Cap:M.Vieira                                                 |
| 7-6-2021                                                               | Andorra La Vella                                                       | Andorra                                                                | 0 – 0                                                                  | Gibilterra                                                             | Amichevole                                                             | -                                                                      | All:Koldo Cap:M.Pujol                                                  |
| 2-9-2021                                                               | Andorra La Vella                                                       | Andorra                                                                | 2 – 0                                                                  | San Marino                                                             | Qual. Mondiali 2022                                                    | 2 Marc Vales                                                           | All:Koldo Cap:M.Pujol                                                  |
| 5-9-2021                                                               | Londra                                                                 | Inghilterra                                                            | 4 – 0                                                                  | Andorra                                                                | Qual. Mondiali 2022                                                    | -                                                                      | All:Koldo Cap:M.Vieira                                                 |
| 8-9-2021                                                               | Budapest                                                               | Ungheria                                                               | 2 – 1                                                                  | Andorra                                                                | Qual. Mondiali 2022                                                    | Max Llovera                                                            | All:Koldo Cap:M.Pujol                                                  |
| 9-10-2021                                                              | Andorra La Vella                                                       | Andorra                                                                | 0 – 5                                                                  | Inghilterra                                                            | Qual. Mondiali 2022                                                    | -                                                                      | All:Koldo Cap:M.Vales                                                  |
| 12-10-2021                                                             | Serravalle                                                             | San Marino                                                             | 0 – 3                                                                  | Andorra                                                                | Qual. Mondiali 2022                                                    | Marc Pujol Sergi Moreno Ricard Fernández                               | All:Koldo Cap:M.Pujol                                                  |
| 12-11-2021                                                             | Andorra La Vella                                                       | Andorra                                                                | 1 – 4                                                                  | Polonia                                                                | Qual. Mondiali 2022                                                    | Marc Vales                                                             | All:Koldo Cap:M.Pujol                                                  |
| 25-3-2022                                                              | Andorra La Vella                                                       | Andorra                                                                | 1 – 0                                                                  | Saint Kitts e Nevis                                                    | Amichevole                                                             | Jordi Aláez                                                            | All:Koldo Cap:M.Pujol                                                  |
| 28-3-2022                                                              | Andorra La Vella                                                       | Andorra                                                                | 1 – 0                                                                  | Grenada                                                                | Amichevole                                                             | Víctor Bernat                                                          | All:Koldo Cap:J.Gómes                                                  |
| 3-6-2022                                                               | Riga                                                                   | Lettonia                                                               | 3 – 0                                                                  | Andorra                                                                | Nations League - 1º turno                                              | -                                                                      | All:Koldo Cap:J.Gómes                                                  |
| 6-6-2022                                                               | Andorra La Vella                                                       | Andorra                                                                | 0 – 0                                                                  | Moldavia                                                               | Nations League - 1º turno                                              | -                                                                      | All:Koldo Cap:M.Vieira                                                 |
| 10-6-2022                                                              | Andorra La Vella                                                       | Andorra                                                                | 2 – 1                                                                  | Liechtenstein                                                          | Nations League - 1º turno                                              | Jordi Aláez (rig.) Jesús Rubio                                         | All:Koldo Cap:M.Pujol                                                  |
| 14-6-2022                                                              | Chișinău                                                               | Moldavia                                                               | 2 – 1                                                                  | Andorra                                                                | Nations League - 1º turno                                              | M.Vieira                                                               | All:Koldo Cap:M.Vieira                                                 |
| 22-9-2022                                                              | Vaduz                                                                  | Liechtenstein                                                          | 0 – 2                                                                  | Andorra                                                                | Nations League - 1º turno                                              | Albert Rosas Joan Cervós                                               | All:Koldo Cap:M.Pujol                                                  |
| 25-9-2022                                                              | Andorra La Vella                                                       | Andorra                                                                | 1 – 1                                                                  | Lettonia                                                               | Nations League - 1º turno                                              | Albert Rosas                                                           | All:Koldo Cap:M.Vieira                                                 |
| 16-11-2022                                                             | Malaga                                                                 | Andorra                                                                | 0 – 1                                                                  | Austria                                                                | Amichevole                                                             | -                                                                      | All:Koldo Cap:M.Vieira                                                 |
| 19-11-2022                                                             | Gibilterra                                                             | Gibilterra                                                             | 1 – 0                                                                  | Andorra                                                                | Amichevole                                                             | -                                                                      | All:Koldo Cap:M.Vales                                                  |
| 25-3-2023                                                              | Andorra La Vella                                                       | Andorra                                                                | 0 – 2                                                                  | Romania                                                                | Qual. Euro 2024                                                        | -                                                                      | All:Koldo Cap:M.Vieira                                                 |
| 28-3-2023                                                              | Pristina                                                               | Kosovo                                                                 | 1 – 1                                                                  | Andorra                                                                | Qual. Euro 2024                                                        | Albert Rosas                                                           | All:Koldo Cap:M.Vales                                                  |
| 16-6-2023                                                              | Andorra La Vella                                                       | Andorra                                                                | 1 – 2                                                                  | Svizzera                                                               | Qual. Euro 2024                                                        | Márcio Vieira                                                          | All:Koldo Cap:M.San Nicolás                                            |
| 19-6-2023                                                              | Gerusalemme                                                            | Israele                                                                | 2 – 1                                                                  | Andorra                                                                | Qual. Euro 2024                                                        | Albert Rosas                                                           | All:Koldo Cap:M.Vieira                                                 |
| 9-9-2023                                                               | Andorra La Vella                                                       | Andorra                                                                | 0 – 0                                                                  | Bielorussia                                                            | Qual. Euro 2024                                                        | -                                                                      | All:Koldo Cap:M.Pujol                                                  |
| 12-9-2023                                                              | Sion                                                                   | Svizzera                                                               | 3 – 0                                                                  | Andorra                                                                | Qual. Euro 2024                                                        | -                                                                      | All:Koldo Cap:I.Lima                                                   |
| 12-10-2023                                                             | Andorra La Vella                                                       | Andorra                                                                | 0 – 3                                                                  | Kosovo                                                                 | Qual. Euro 2024                                                        | -                                                                      | All:Koldo Cap:M.Vales                                                  |
| 21-11-2023                                                             | Andorra La Vella                                                       | Andorra                                                                | 0 – 2                                                                  | Israele                                                                | Qual. Euro 2024                                                        | -                                                                      | All:Koldo Cap:M.Vieira                                                 |
| 21-3-2024                                                              | Annaba                                                                 | Sudafrica                                                              | 1 – 1                                                                  | Andorra                                                                | FIFA Series 2024                                                       | Ricard Fernández                                                       | All:Koldo Cap:M.Pujol                                                  |
| 25-3-2024                                                              | Annaba                                                                 | Bolivia                                                                | 1 – 0                                                                  | Andorra                                                                | FIFA Series 2024                                                       | -                                                                      | All:Koldo Cap:M.Pujol                                                  |
| 5-6-2024                                                               | Badajoz                                                                | Spagna                                                                 | 5 – 0                                                                  | Andorra                                                                | Amichevole                                                             | -                                                                      |                                                                        |
| 11-6-2024                                                              | Murcia                                                                 | Irlanda del Nord                                                       | 2 – 0                                                                  | Andorra                                                                | Amichevole                                                             | -                                                                      |                                                                        |
| 4-10-2024                                                              | Europa Point                                                           | Gibilterra                                                             | 1 – 0                                                                  | Andorra                                                                | Amichevole                                                             | -                                                                      |                                                                        |
| 10-10-2024                                                             | Andorra La Vella                                                       | Andorra                                                                | 0 – 1                                                                  | Malta                                                                  | UEFA Nations League 2024-2025                                          | -                                                                      |                                                                        |
| 10-11-2024                                                             | Chisinau                                                               | Moldavia                                                               | 2 – 0                                                                  | Andorra                                                                | UEFA Nations League 2024-2025                                          | -                                                                      |                                                                        |
| 13-10-2024                                                             | Andorra La Vella                                                       | Andorra                                                                | 2 – 0                                                                  | San Marino                                                             | Amichevole                                                             | -                                                                      |                                                                        |
| 16-11-2024                                                             | Andorra La Vella                                                       | Andorra                                                                | 0 – 1                                                                  | Moldavia                                                               | UEFA Nations League 2024-2025                                          | -                                                                      |                                                                        |
| 10-11-2024                                                             | Ta' Qali                                                               | Moldavia                                                               | 0 – 0                                                                  | Andorra                                                                | UEFA Nations League 2024-2025                                          | -                                                                      |                                                                        |
| Totale                                                                 |                                                                        | Presenze                                                               | 216                                                                    |                                                                        | Reti                                                                   | 72                                                                     |                                                                        |